# A16 (autoestrada)
A A16 ou Circular Exterior da Área Metropolitana de Lisboa é uma autoestrada portuguesa, que liga Cascais com Belas, fazendo uma circular pela Área Metropolitana de Lisboa, tendo uma extensão total de 23 km.
Inaugurada a 30 de Setembro de 2009, que faz parte da nova concessão da Grande Lisboa. Serve como alternativa ao IC19, fazendo também a ligação Belas-Sintra-Cascais. Tem início na CRIL (IC17) e junta-se à A9 CREL, saindo junto da área de serviço da A9, CREL (Sul) e termina na Autoestrada da Costa do Estoril, junto ao novo Hospital de Cascais (junto à Decathlon de Cascais). Passa por zonas como Mira-Sintra, Carregueira, Algueirão, Lourel (onde integra o troço do itinerário complementar já construído desde 1994, desde o nó do Campo Raso ao nó de Ranholas), Alcabideche e Autódromo do Estoril.
A autoestrada termina na CREL mas não continua pelo IC16, como foi anunciado, sendo necessário entrar na CREL para posteriormente apanhar a IC16. Apenas com este percurso se considera como alternativa à IC19.
O regime imposto pela antiga concessionária AENOR, agora Ascendi, é de Portagem Parcial, uma vez que alguns dos troços já existente como é o caso Lourel-Ranholas e Autódromo-Alcabideche serão gratuitos, pois antes de ter sido reclassificada como parte da A16 já faziam parte de outras estradas. 
O último troço, de 700 metros, entre o Nó de Pontinha/Alfornelos com a IC17 CRIL e, a Rotunda de Benfica, foi aberto à circulação a 29 de Novembro de 2014. Tal, veio concluir a construção da chamada Malha Rodoviária da Grande Lisboa, um conjunto de vias rápidas de acesso à capital, planeado desde a década de 1970.

## Estado dos troços
| Troço                             | Situação                                                                                                 | km   |
| --------------------------------- | --- | ---- |
| Alcabideche ( A 5 ) – Linhó       | Em serviço (1991) como variante a Alcabideche N 9 Duplicado (9/2009) para A16 (Concessão: Grande Lisboa) | 4,14 |
| Linhó – Ranholas                  | Em serviço (09/2009) (Concessão: Grande Lisboa)                                                          | 4,17 |
| Ranholas – Lourel                 | Em serviço (1995) como parte do IC 16 Alargado (9/2009) para A 16 (Concessão: Grande Lisboa)             | 3,6  |
| Lourel – Belas ( A 9 )            | Em serviço (09/2009) (Concessão: Grande Lisboa)                                                          | 11,1 |
| Belas ( A 9 ) – Pontinha ( CRIL ) | Em serviço (1998) (Concessão: Grande Lisboa)                                                             | 4,2  |
| Pontinha ( CRIL ) – Lisboa        | Em serviço (11/2014) (Concessão: Grande Lisboa)                                                          | 1,0  |

## Tráfego[2]
| Troço                       | Tráfego médio mensal, setembro de 2016 |
| --------------------------- | -------------------------------------- |
| A5 – Alcabideche            | 48.019                                 |
| Alcabideche – AKI           | 43.319                                 |
| AKI – Centro Comercial      | 41.940                                 |
| Centro Comercial – Alcoitão | 32.927                                 |
| Alcoitão – Linhó            | 46.462                                 |
| Linhó – Ranholas            | 17.362                                 |
| Ranholas – Sintra           | 49.508                                 |
| Sintra – Lourel (EN9)       | 49.943                                 |
| Lourel (EN9) – Sacotes      | 13.120                                 |
| Sacotes – Telhal            | 11.440                                 |
| Telhal – Mira Sintra        | 15.229                                 |
| Mira Sintra – Cacém         | 19.741                                 |
| Cacém – Idanha              | 20.277                                 |
| Idanha – A9 (CREL)          | 16.528                                 |

## Saídas

### Alcabideche – Lisboa
| Número da saída                                                              | Nome da saída                                                              | Estrada que liga |
| ---------------------------------------------------------------------------- | -------------------------------------------------------------------------- | ---------------- |
| \| 1                                                                         | Alcabideche                                                                | N 9              |
| 2                                                                            | Cascais Lisboa / Oeiras                                                    | A 5              |
| 3                                                                            | Pisão zona comercial                                                       | N 6-8            |
| 4                                                                            | Adroana zona comercial                                                     |                  |
| 5                                                                            | Alcoitão                                                                   | N 9              |
| 6                                                                            | Sintra, pela N 9 (sentido Cascais > Sintra) Linhó autódromo                | N 9              |
| Praça de Portagem de Ranholas                                                |                                                                            |                  |
| 7                                                                            | Sintra Lisboa / Amadora                                                    | IC 19            |
| 8                                                                            | Sintra / Colares Algueirão (oeste) - Mem Martins                           | N 9              |
| 9                                                                            | Lourel Pêro Pinheiro Mafra Ericeira                                        | N 9              |
| 10                                                                           | Algueirão (norte) Mem Martins                                              | N 250-1          |
| Praça de Portagem de Algueirão                                               |                                                                            |                  |
| 11                                                                           | Telhal Vale de Lobos                                                       | M 544            |
| 12                                                                           | Mira-Sintra Meleças Rio de Mouro                                           |                  |
| 13                                                                           | Agualva (centro) Cacém Venda Seca                                          | N 250            |
| Praça de Portagem de Queluz                                                  |                                                                            |                  |
| 14                                                                           | Loures / Alverca Cascais / Queluz                                          | A 9 (CREL)       |
| Início do troço comum com a A 9 (CREL) (seguir indicação "NORTE / IC16")     |                                                                            |                  |
| 15                                                                           | Belas IC 17-CRIL                                                           | N 250 A 16 IC 16 |
| Praça de Portagem de Belas                                                   |                                                                            |                  |
| Fim do troço comum com a A 9 (CREL) - (seguir indicação "IC16 Belas / IC17") |                                                                            |                  |
| 16                                                                           | Amadora (norte) Casal da Mira                                              | IC16             |
| 17                                                                           | Amadora (centro) São Brás Pontinha zona comercial                          |                  |
| 18                                                                           | Odivelas Algés A 5 Cascais / A 1 NORTE / A 8 OESTE / A 12 SUL - P. V. Gama | A 36 IC17-CRIL   |
|                                                                              | Lisboa                                                                     |                  |

## Áreas de serviço
- Área de Serviço de Sintra
- Área de Serviço de Mira-Sintra